# Hydroeciodes auripurpura
Hydroeciodes auripurpura là một loài bướm đêm trong họ Noctuidae.